# Wilhelm Kalliwoda

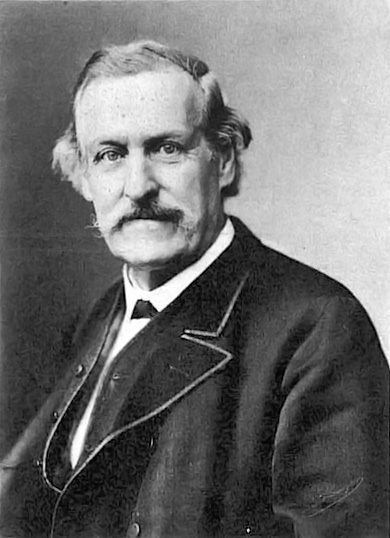
Wilhelm Kalliwoda

Wilhelm Kalliwoda (* 19. Juli 1827 in Donaueschingen; † 8. September 1893 in Karlsruhe) war ein Komponist, Musiklehrer und leitender Kapellmeister der Badischen Staatskapelle am Hoftheater in Karlsruhe.

## Leben und Wirken
Wilhelm Kalliwoda wurde in Donaueschingen als Sohn des böhmischen Komponisten Johann Wenzel Kalliwoda und der Sängerin Therese Brunetti (1803–1892) geboren. 1849, im Alter von 22 Jahren, kam er als Dirigent des katholischen Kirchenchores nach Karlsruhe. 1853 wurde er zum Musikdirektor der Badischen Staatskapelle berufen. Zuerst neben Hermann Levi, der von 1864 bis 1872 Kapellmeister war, dann neben Max Zenger, der von 1872 bis 1875 Kapellmeister war, wurde Wilhelm Kalliwoda 1866 zum Kapellmeister ernannt und hatte die Stelle bis 1875 inne. In Karlsruhe war er zeit seines Lebens auch als Musiklehrer tätig. Seine berühmtesten Schülerinnen waren Großherzogin Luise sowie 1866 die deutsche Pianistin und Komponistin Luise Adolpha Le Beau. Er veröffentlichte als Komponist eine Ouvertüre, Klavierstücke und mehrere Lieder. Durch die Gründung des „Philharmonischen Vereins“ erwarb er sich große Verdienste um das Musikleben der Stadt Karlsruhe.

## Werke
- „Caprice Fantaisie“ op. 1, bei C. F. Peters in Leipzig erschienen
- „Sechs Charakterstücke“ op. 2, bei C. F. Peters in Leipzig
- „Impromptu“ op. 3, bei C. F. Peters in Leipzig, 1850
- „Scherzo“ op. 4,  („Das Pianoforte“ Franz Liszt) bei Hallberger in Stuttgart
- „Sechs Marienlieder“ op. 5, für Frauenchor bei Breitkopf & Härtel
- „Valse impromptu“ op. 6, bei Peters in Leipzig
- „Sechs Lieder“ op. 7, für 1 Singstimme mit Begleitung des Pianoforte, bei Peters in Leipzig
- „Messe“ für gemischten Chor op. 8, mit Begleitung von 2 Oboen, 2 Klarinetten, 2 Fagotts, 2 Trompeten, 2 Hörnern und 2 Posaunen
- „Fünf geistliche Lieder“ op. 9, für gemischten Chor, bei Rieter und Biedermann, Winterthur
- „Sechs Fantasiestücke“ op. 10
- „Polka“ op. 11, für Pianoforte bei Peters in Leipzig (als Ballettmusik in Stradella verwendet)